# 红光乡 (青川县)
红光乡，是中华人民共和国四川省广元市青川县曾经下辖的一个乡。2019年12月，撤销红光乡，将其所属行政区域划归关庄镇管辖。

## 行政区划
红光乡撤销前下辖以下地区：
红新社区、陶龙村、小荆村、东河村、苟家村、康乐村和石板村。